# Sedia Adirondack
La sedia Adirondack (in Canada conosciuta più comunemente come sedia Muskoka nell'Ontario e sedia Laurentiana in Québec) è una seduta da esterni dal caratteristico design, di solito realizzata in legno. Dotata anche di due braccioli in legno paralleli al terreno, la sedia Adirondack era in origine costruita con schienale e seduta piatti e realizzati con undici assi di legno, ma oggi viene realizzata anche in varianti con lo schienale concavo e la seduta sagomata. Negli anni ci sono state modernizzazioni anche per quanto riguarda il materiale di produzione e oggi esistono varianti della Adirondack realizzate in materiali plastici duri che stanno pian piano crescendo di popolarità.

## Storia

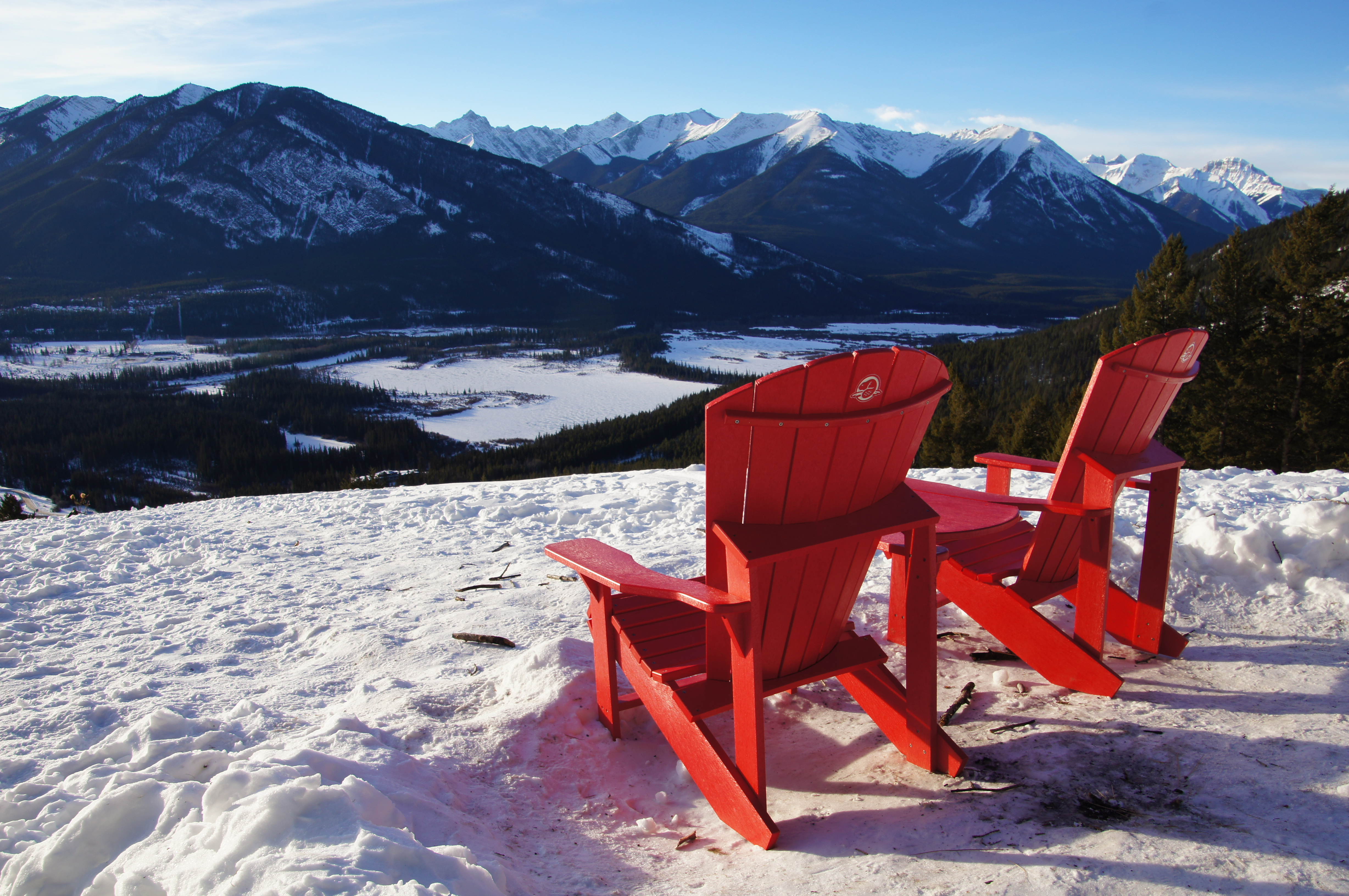
Sedie con sedute e schienali sagomati fotografate nella cittadina canadese di Banff, nella provincia dell'Alberta.

La prima sedia di questo tipo fu progettata nel 1903 da Thomas Lee durante un periodo di vacanza sui monti Adirondack, in particolare nei pressi di Westport, nello Stato di New York. Avendo bisogno di una sedie da esterni per la sua residenza estiva, sperimentò i suoi primi prototipi proprio con la sua famiglia. Una volta giunto alla realizzazione del prodotto finale, che prevedeva uno schienale inclinato e una seduta ribassata, entrambi piatti, e due ampi braccioli (che battezzò "sedia di assi Westport"), offrì il progetto a Harry Bunnell, un suo amico falegname che aveva bisogno di qualcosa per sbarcare il lunario durante l'inverno, perché realizzasse le sedie e le vendesse.
Accortosi del potenziale commerciale di un simile oggetto e del successo che avrebbe avuto tra i residenti estivi di Westport, Bunnell, sembra senza chiedere il permesso a Lee, fece domanda di brevetto, ottenendolo il 18 luglio 1905 con il numero 794.777. Sembra però che Lee non abbia mai mosso alcuna protesta, poiché Bunnell continuò a produrre le sue "sedie Westport" per i venticinque anni seguenti con inciso sul retro il numero del brevetto e senza corrispondere nulla all'amico. In particolare, le sedie realizzate da Bunnell erano in legno di Tsuga canadensis, conosciuto anche come "cicuta orientale" (o "canadese"), e dipinte di verde o marrone scuro.
Anni dopo, nel 1938, fu perfezionata da un tale Irving Wolpin che diede vita alla versione con schienale e seduta sagomati, ottenendo, per il suo progetto modificato, il brevetto numero 109.239. Nel tempo, queste sedie, che in Canada e negli Stati Uniti d'America sono diventate un vero e proprio simbolo della ricreazione all'aria aperta, hanno poi preso il nome dai monti Adirondack, presso cui erano state realizzate per la prima volta.